# شمشی-ادد چهارم
شمشی-اَدَد چهارم (Šamši-Adad I), mdšam-ši-dIM, پادشاه آشور بود (۱۰۵۴–۱۰۵۰ پ. م). وی نود و یکمین شاه در «فهرست پادشاهان آشوری» محسوب می‌شود. او پسر تیگلات-پیلسر یکم (۱۱۱۴–۱۰۷۶ پیش از میلاد)، پس از برادرانش (اَشَرید-پال-اِکور و آشور-بعل-کالا) سومین پسر تیگلات-پیلسر یکم بود که سلطنت را به دست گرفت. در اصل او سلطنت را از پسر برادرش اریبا-اَدَد دوم، (۱۰۵۵–۱۰۵۴ پیش از میلاد) غصب کرد. کاملاً محتمل است که هنگام به دست گرفتن تاج و تخت او نسبتاً سالخورده باشد.

## زندگی‌نامه
فهرست پادشاهی آشور بیان می‌کند که او "از کاردونیاش (یعنی بابل) برخاست. او اریبا-اَدَد دوم، پسر آشور-بعل-کالا (Aššur-bêl-kala) را برکنار کرد، تاج و تخت را تصرف و ۴ سال حکومت کرد. پادشاه بابل آداد-آپلا-ایدینا بود، که بیش از یک دهه قبل توسط آشور-بل-کالا، برادر شمشی-ادد منصوب شده بود. میزان تأثیر وی در جانشینی نامشخص است اما به نظر می‌رسد شمشی-ادد ممکن است پیش از این به پناهندگی در جنوب گریخته باشد.
طبق «لیست پادشاهی هم دوران» فرض می‌شود ایا-موکین-زری (حدود ۱۰۰۸ پیش از میلاد)، به عنوان معاصر بابلی وی باشد. یکی شدن این دو نام بعید است زیرا او احتمالاً همزمان با پادشاهان بعدی سلسله دوم ایسن در جریان مرگش اتفاق افتاده بود. وقایع سیاسی سلطنت او مبهم است و کتیبه‌های قطعه قطعه شده او محدود به یادآوری کارهای بازسازی در معبد ایشتار در نینوا و بیت نامرو (bīt nāmeru-برج دروازه)، در آشور می‌باشد.
پس از وی، پسرش، آشور-ناصیر-پال یکم (Aššur-naṣir-apli I) جانشین او شد.